# Ashburn (Georgia)
Ashburn is een plaats (city) in de Amerikaanse staat Georgia, en valt bestuurlijk gezien onder Turner County.

## Demografie
Bij de volkstelling in 2000 werd het aantal inwoners vastgesteld op 4419.
In 2006 is het aantal inwoners door het United States Census Bureau geschat op 4278, een daling van 141 (-3,2%).

## Geografie
Volgens het United States Census Bureau beslaat de plaats een oppervlakte van
11,8 km², waarvan 11,7 km² land en 0,1 km² water. Ashburn ligt op ongeveer 130 m boven zeeniveau.

## Plaatsen in de nabije omgeving
De onderstaande figuur toont nabijgelegen plaatsen in een straal van 28 km rond Ashburn.